# Vicenza Volley 2004-2005
Questa voce raccoglie le informazioni riguardanti il Vicenza Volley nelle competizioni ufficiali della stagione 2004-2005.

## Stagione
La stagione 2004-05 è per il Vicenza Volley, sponsorizzato dalla Minetti Infoplus, la settima consecutiva in Serie A1; sulla panchina viene confermata Simonetta Avalle, sostituita poi a campionato in corso da Giuseppe Nica, mentre la rosa viene quasi del tutto rivoluzionata: tra gli acquisti quelli delle palleggiatrici Magdalena Szryniawska e Frauke Dirickx, le attaccanti Ivana Ðerisilo, Sanja Starović e Riikka Lehtonen e la centrale Liesbeth Mouha, mentre tra le partenze figurano quelle di Barbara De Luca, Jelena Nikolić, Gabriela Pérez del Solar, Tat'jana Men'šova e Anja Krause.
Il campionato comincia una sconfitta in casa della Pallavolo Chieri, mentre la prima vittoria arriva nella giornata successiva contro la Pallavolo Reggio Emilia: per un nuovo successo dovranno poi passare altre quattro gare; il resto del girone di andata continua con un andamento altalenante e si conclude con due sconfitte che portano la squadra all'ottavo posto in classifica. La stessa posizione viene mantenuta fino al termine del girone di ritorno, caratterizzato da un inizio con tre e da una parte centrale con cinque stop consecutivi, per poi concludersi con due vittorie; la classifica finale permette alla squadra di accedere ai play-off scudetto: nei quarti di finale lo scontro è contro il Volley Bergamo, il quale vince tutte e tre le gare utili per passare il turno eliminando la formazione vicentina.
Tutte le squadre partecipanti alla Serie A1 2004-05 sono direttamente qualificate alla Coppa Italia; il Volley Vicenza vince il proprio girone della prima fase, accedendo così agli ottavi di finale dove incontra la Pallavolo Sirio Perugia: dopo aver vinto la gara di andata, in trasferta, per 3-1, perde con lo stesso punteggio quello di ritorno, venendo estromesso dalla competizione dalla vittoria della squadra di Perugia del Golden set.

## Organigramma societario
Area direttiva
- Presidente: Giovanni Coviello

Area tecnica
- Allenatore: Simonetta Avalle (fino al 21 dicembre 2004), Giuseppe Nica (dal 21 dicembre 2004)
- Allenatore in seconda: Paolo Zambolin (fino al 1º marzo 2005), Marc De Haan (dal 1º marzo 2005)
- Scout man: Nicola Negro (dal 10 ottobre 2004)

Area sanitaria
- Medico: Francesco Barcaro
- Preparatore atletico: Roberto Colli
- Fisioterapista: Antonio Acquafredda

## Rosa
| N° | Nome                  | Ruolo | Data di nascita  | Nazionalità sportiva |
| -- | --------------------- | ----- | ---------------- | -------------------- |
| 1  | Sanja Starović        | S/O   | 25 marzo 1983    | Serbia e Montenegro  |
| 2  | Valentina Tirozzi     | S     | 26 marzo 1986    | Italia               |
| 2  | Giusy Astarita        | C     | 18 aprile 1988   | Italia               |
| 2  | Giada Gorini          | S     | 24 febbraio 1988 | Italia               |
| 3  | Andrea Conti          | S/O   | 3 ottobre 1982   | Argentina            |
| 4  | Liesbeth Mouha        | C     | 7 gennaio 1983   | Belgio               |
| 5  | Magdalena Szryniawska | P     | 17 novembre 1969 | Polonia              |
| 7  | Patricia Labee        | S     | 24 aprile 1977   | Paesi Bassi          |
| 8  | Valentina Borrelli    | S     | 30 ottobre 1978  | Italia               |
| 9  | Riikka Lehtonen       | S     | 24 luglio 1979   | Finlandia            |
| 10 | Isabella Zilio        | L     | 5 marzo 1983     | Italia               |
| 12 | Frauke Dirickx        | P     | 3 gennaio 1980   | Belgio               |
| 15 | Stefania Paccagnella  | C     | 3 agosto 1973    | Italia               |
| 16 | Simona Norato         | C     | 6 dicembre 1976  | Italia               |
| 17 | Monica De Gennaro     | L     | 8 gennaio 1987   | Italia               |
| 18 | Ivana Ðerisilo        | S/O   | 8 agosto 1983    | Serbia e Montenegro  |

## Mercato
| Acquisti | Acquisti              | Acquisti           | Acquisti   |
| R.       | Nome                  | da                 | Modalità   |
| -------- | --------------------- | ------------------ | ---------- |
| C        | Giusy Astarita        | ?                  | definitivo |
| S        | Valentina Borrelli    | Sassuolo           | definitivo |
| S/O      | Ivana Ðerisilo        | Stella Rossa       | definitivo |
| P        | Frauke Dirickx        | Sassuolo           | definitivo |
| S        | Giada Gorini          | ?                  | definitivo |
| S        | Patricia Labee        | ?                  | definitivo |
| S        | Riikka Lehtonen       | RC Cannes          | definitivo |
| C        | Liesbeth Mouha        | ?                  | definitivo |
| C        | Simona Norato         | Aragona            | definitivo |
| S/O      | Sanja Starović        | Jedinstvo Užice    | definitivo |
| P        | Magdalena Szryniawska | Giannino Pieralisi | definitivo |

| Cessioni | Cessioni                 | Cessioni            | Cessioni   |
| R.       | Nome                     | a                   | Modalità   |
| -------- | ------------------------ | ------------------- | ---------- |
| S        | Barbara De Luca          | Giannino Pieralisi  | definitivo |
| S        | Ana Paula Gomes          | ?                   | definitivo |
| P        | Anja Krause              | Vilsbiburg          | definitivo |
| S        | Tat'jana Men'šova        | Airone              | definitivo |
| S        | Jelena Nikolić           | RC Cannes           | definitivo |
| C        | Vanessa Paterlini        | Macaé               | definitivo |
| C        | Gabriela Pérez del Solar | -                   | ritirata   |
| P        | Alessandra Pinese        | Dauphines Charleroi | definitivo |
| C        | Meika Wagner             | Airone              | definitivo |

## Risultati

### Serie A1

#### Girone di andata
| 1ª giornata - 10 ottobre 2004 PalaMaddalene, Chieri                 | Chieri            | 3 - 1 | Vicenza            | 25-17, 17-25, 25-23, 25-20        |
| 2ª giornata - 17 ottobre 2004 Palasport Città di Vicenza, Vicenza   | Vicenza           | 3 - 0 | Reggio Emilia      | 25-22, 25-16, 25-12               |
| 3ª giornata - 23 ottobre 2004 PalaEvangelisti, Perugia              | Sirio Perugia     | 3 - 1 | Vicenza            | 25-17, 25-21, 23-25, 25-17        |
| 4ª giornata - 31 ottobre 2004 PalaDionigi, Sant'Angelo in Lizzola   | Robursport Pesaro | 3 - 1 | Vicenza            | 25-18, 19-25, 25-20, 25-12        |
| 5ª giornata - 7 novembre 2004 Palasport Città di Vicenza, Vicenza   | Vicenza           | 1 - 3 | Bergamo            | 25-27, 25-23, 19-25, 28-30        |
| 6ª giornata - 14 novembre 2004 PalaDalLago, Novara                  | Asystel           | 3 - 2 | Vicenza            | 25-15, 23-25, 25-17, 23-25, 19-17 |
| 7ª giornata - 21 novembre 2004 Palasport Città di Vicenza, Vicenza  | Vicenza           | 3 - 0 | Airone             | 25-16, 25-23, 25-20               |
| 8ª giornata - 4 dicembre 2004 Palasport Città di Vicenza, Vicenza   | Vicenza           | 2 - 3 | Giannino Pieralisi | 24-26, 26-24, 19-25, 26-24, 12-15 |
| 9ª giornata - 12 dicembre 2004 PalaCooper, Santeramo in Colle       | Santeramo         | 2 - 3 | Vicenza            | 25-18, 25-23, 23-25, 20-25, 12-15 |
| 10ª giornata - 19 dicembre 2004 Palasport Città di Vicenza, Vicenza | Vicenza           | 1 - 3 | Forlì              | 23-25, 25-21, 19-25, 19-25        |
| 11ª giornata - 22 dicembre 2004 PalaPanini, Modena                  | Modena            | 3 - 1 | Vicenza            | 25-19, 25-19, 17-25, 25-19        |

#### Girone di ritorno
| 12ª giornata - 9 gennaio 2005 Palasport Città di Vicenza, Vicenza   | Vicenza            | 1 - 3 | Chieri            | 21-25, 25-23, 18-25, 19-25 |
| 13ª giornata - 16 gennaio 2005 PalaBigi, Reggio nell'Emilia         | Reggio Emilia      | 3 - 0 | Vicenza           | 25-21, 25-16, 25-23        |
| 14ª giornata - 23 gennaio 2005 Palasport Città di Vicenza, Vicenza  | Vicenza            | 1 - 3 | Sirio Perugia     | 23-25, 21-25, 25-22, 22-25 |
| 15ª giornata - 30 gennaio 2005 Palasport Città di Vicenza, Vicenza  | Vicenza            | 3 - 1 | Robursport Pesaro | 21-25, 25-20, 25-17, 25-20 |
| 16ª giornata - 13 febbraio 2005 PalaNorda, Bergamo                  | Bergamo            | 3 - 1 | Vicenza           | 21-25, 25-21, 25-17, 25-18 |
| 17ª giornata - 20 febbraio 2005 Palasport Città di Vicenza, Vicenza | Vicenza            | 3 - 0 | Asystel           | 29-27, 25-20, 25-14        |
| 18ª giornata - 26 febbraio 2005 Palazzetto dello Sport, Bari Sardo  | Airone             | 3 - 1 | Vicenza           | 22-25, 25-21, 25-17, 25-22 |
| 19ª giornata - 2 marzo 2005 PalaTriccoli, Jesi                      | Giannino Pieralisi | 3 - 1 | Vicenza           | 20-25, 25-17, 25-16, 25-17 |
| 20ª giornata - 13 marzo 2005 Palasport Città di Vicenza, Vicenza    | Vicenza            | 0 - 3 | Santeramo         | 25-27, 30-32, 31-33        |
| 21ª giornata - 20 marzo 2005 PalaGalassi, Forlì                     | Forlì              | 0 - 3 | Vicenza           | 23-25, 21-25, 19-25        |
| 22ª giornata - 23 marzo 2005 Palasport Città di Vicenza, Vicenza    | Vicenza            | 3 - 1 | Modena            | 25-18, 25-14, 23-25, 25-11 |

#### Play-off scudetto
| Quarti di finale (gara 1) - 26 marzo 2005 Palasport Città di Vicenza, Vicenza | Vicenza | 0 - 3 | Bergamo | 20-25, 13-25, 21-25 |
| Quarti di finale (gara 2) - 30 marzo 2005 PalaNorda, Bergamo                  | Bergamo | 3 - 0 | Vicenza | 28-26, 25-16, 25-18 |
| Quarti di finale (gara 3) - 1º aprile 2005 PalaNorda, Bergamo                 | Bergamo | 3 - 0 | Vicenza | 25-17, 25-22, 25-19 |

### Coppa Italia

#### Fase a gironi
| 1ª giornata - 26 settembre 2004 Palazzetto dello Sport, Nuoro     | Airone  | 0 - 3 | Vicenza | 20-25, 22-25, 13-25               |
| 3ª giornata - 16 ottobre 2004 Palasport Città di Vicenza, Vicenza | Vicenza | 3 - 1 | Modena  | 25-23, 19-25, 25-10, 25-16        |
| 4ª giornata - 20 ottobre 2004 Palasport Città di Vicenza, Vicenza | Vicenza | 3 - 2 | Airone  | 27-25, 26-28, 25-22, 19-25, 16-14 |
| 6ª giornata - 3 novembre 2004 PalaPanini, Modena                  | Modena  | 3 - 2 | Vicenza | 23-25, 25-23, 25-23, 17-23, 15-12 |

#### Fase a eliminazione diretta
| Ottavi di finale (andata) - 10 novembre 2004 PalaEvangelisti, Perugia             | Sirio Perugia | 1 - 3 | Vicenza       | 23-25, 21-25, 25-20, 14-25                   |
| Ottavi di finale (ritorno) - 17 novembre 2004 Palasport Città di Vicenza, Vicenza | Vicenza       | 1 - 3 | Sirio Perugia | 25-19, 21-25, 22-25, 20-25 Golden set: 11-15 |

## Statistiche

### Statistiche di squadra
| Competizione | Punti | In casa | In casa | In casa | In trasferta | In trasferta | In trasferta | Totale | Totale | Totale |
| Competizione | Punti | G       | V       | P       | G            | V            | P            | G      | V      | P      |
| ------------ | ----- | ------- | ------- | ------- | ------------ | ------------ | ------------ | ------ | ------ | ------ |
| Serie A1     | 22    | 12      | 5       | 7       | 13           | 11           | 2            | 25     | 7      | 18     |
| Coppa Italia | 9     | 3       | 2       | 1       | 3            | 2            | 1            | 6      | 4      | 2      |
| Totale       | -     | 15      | 7       | 8       | 16           | 13           | 3            | 31     | 11     | 20     |

G = partite giocate; V = partite vinte; P = partite perse

### Statistiche dei giocatori
| Giocatore      | Serie A1 | Serie A1 | Serie A1 | Serie A1 | Serie A1 | Coppa Italia | Coppa Italia | Coppa Italia | Coppa Italia | Coppa Italia | Totale | Totale | Totale | Totale | Totale |
| Giocatore      | P        | PT       | AV       | MV       | BV       | P            | PT           | AV           | MV           | BV           | P      | PT     | AV     | MV     | BV     |
| -------------- | -------- | -------- | -------- | -------- | -------- | ------------ | ------------ | ------------ | ------------ | ------------ | ------ | ------ | ------ | ------ | ------ |
| G. Astarita    | -        | -        | -        | -        | -        | -            | -            | -            | -            | -            | -      | -      | -      | -      | -      |
| V. Borrelli    | 14       | 159      | 130      | 25       | 4        | -            | -            | -            | -            | -            | 14     | 159    | 130    | 25     | 4      |
| A. Conti       | 11       | 60       | 51       | 4        | 5        | 3            | 16           | 14           | 1            | 1            | 14     | 76     | 65     | 5      | 6      |
| M. De Gennaro  | 8        | -        | -        | -        | -        | 5            | -            | -            | -            | -            | 13     | -      | -      | -      | -      |
| I. Ðerisilo    | 20       | 148      | 122      | 17       | 9        | 6            | 91           | 81           | 5            | 5            | 26     | 239    | 203    | 22     | 14     |
| F. Dirickx     | 15       | 16       | 5        | 7        | 4        | 6            | 6            | 4            | 2            | 0            | 21     | 22     | 9      | 9      | 4      |
| G. Gorini      | -        | -        | -        | -        | -        | -            | -            | -            | -            | -            | -      | -      | -      | -      | -      |
| P. Labee       | 8        | 4        | 2        | 1        | 1        | 2            | 0            | 0            | 0            | 0            | 10     | 4      | 2      | 1      | 1      |
| R. Lehtonen    | 25       | 313      | 260      | 46       | 7        | 6            | 80           | 64           | 12           | 4            | 31     | 393    | 324    | 58     | 11     |
| L. Mouha       | 25       | 201      | 142      | 50       | 9        | 6            | 79           | 46           | 27           | 6            | 31     | 280    | 188    | 77     | 15     |
| S. Norato      | 13       | 63       | 44       | 17       | 2        | 2            | 4            | 3            | 1            | 0            | 15     | 67     | 47     | 18     | 2      |
| S. Paccagnella | 25       | 244      | 180      | 48       | 16       | 6            | 62           | 49           | 13           | 0            | 31     | 306    | 229    | 61     | 16     |
| S. Starović    | 22       | 282      | 241      | 30       | 11       | 6            | 76           | 66           | 6            | 4            | 28     | 358    | 307    | 36     | 15     |
| M. Szryniawska | 25       | 72       | 40       | 20       | 12       | 6            | 19           | 11           | 4            | 4            | 31     | 91     | 51     | 24     | 16     |
| V. Tirozzi     | 3        | 10       | 9        | 1        | 0        | -            | -            | -            | -            | -            | 3      | 10     | 9      | 1      | 0      |
| I. Zilio       | 25       | -        | -        | -        | -        | 6            | -            | -            | -            | -            | 31     | -      | -      | -      | -      |

P = presenze; PT = punti totali; AV = attacchi vincenti; MV = muri vincenti; BV = battute vincenti